# Graphiphora hippophaes
Graphiphora hippophaes är en fjärilsart som beskrevs av Charles Andreas Geyer 1832. Graphiphora hippophaes ingår i släktet Graphiphora och familjen nattflyn. Inga underarter finns listade i Catalogue of Life.